# Girolamo Beltrami

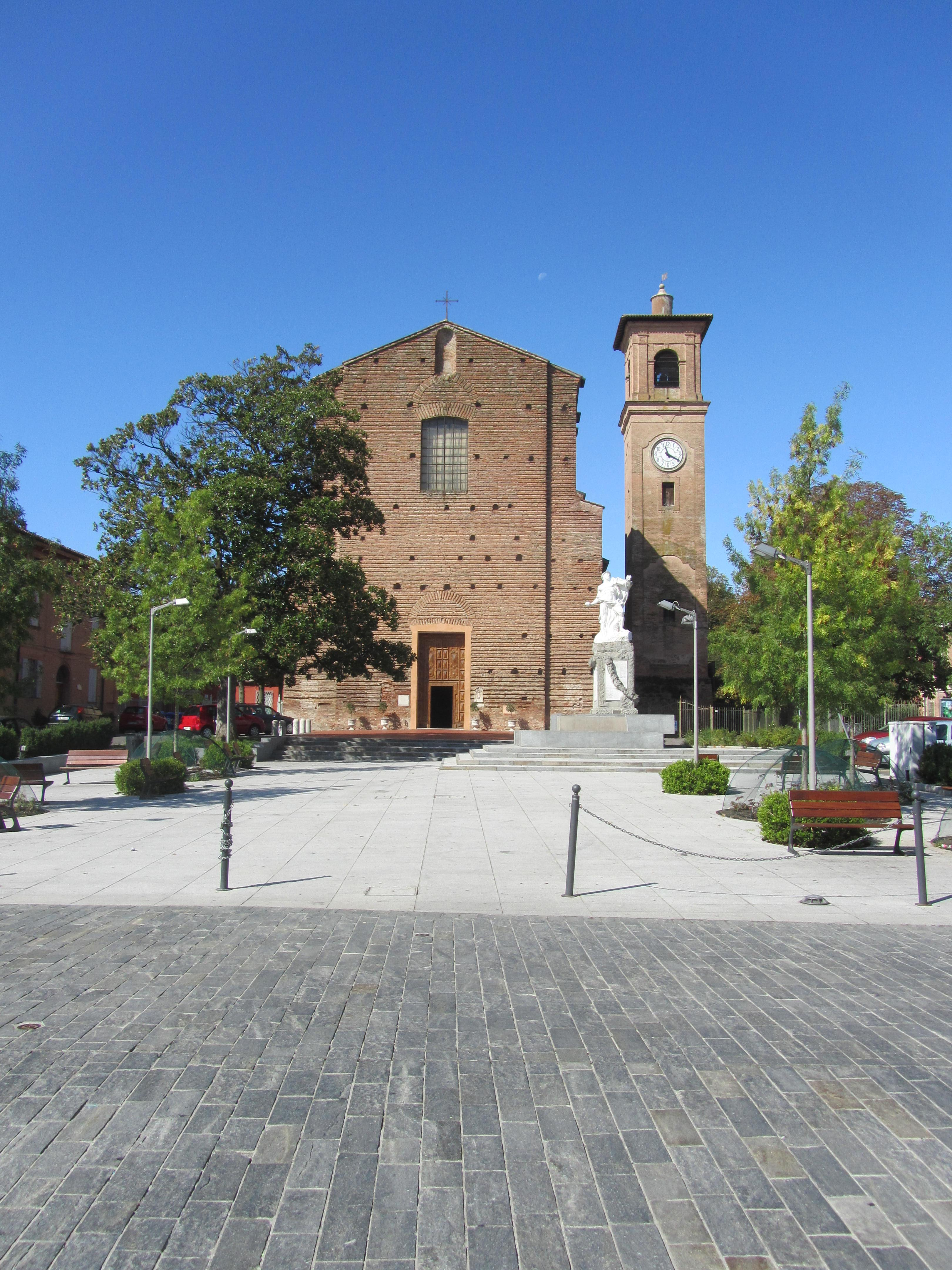
Die Kirche Santa Maria Assunta in Fabbrico

Girolamo Beltrami (* um 1615 in Reggio nell’Emilia; † um 1690 ebenda) war ein italienischer Architekt des Barock.
Girolamo Beltrami kam in der zum Herzogtum Modena und Reggio gehörenden Stadt Reggio nell’Emilia zur Welt und arbeitete viele Jahre mit dem Theateringenieur und Architekten Gaspare Vigarani zusammen, der wie Beltrami aus Reggio nell’Emilia stammte. In seiner Geburtsstadt erneuerte Beltrami zusammen mit  Vigarani 1646 die Kirche San Agostini im barocken Stil und erbaute das Oratorium San Carlo. 1672 erhielt er den Auftrag für die Renovierung und den Umbau der Kirche San Filippo in Reggio Emilia. 1682 wurde die alte Kirche Santa Maria Assunta in Fabbrico abgerissen und nach den Plänen von Girolamo Beltrami neu gebaut und schließlich 1688 feierlich eingeweiht.